# Memòria col·lectiva
La memòria col·lectiva són el grup de records, coneixement i informació compartit per un grup social que està significantment associat amb la identitat del grup. L'expressió en anglès "collective memory" i l'equivalent francesa "la mémoire collective" van aparèixer a la segona mitat del segle xx. El filòsof i sociòleg Maurice Halbwachs analitzà i avançà el concepte en el llibre La mémoire collective (1950). La memòria col·lectiva pot ser construïda, compartida i transferida per grups socials grans i xicotets. Exemples d'aquests grups poden incloure nacions, generacions, comunitats entre d'altres. El concepte ha sigut un assumpte d'interès i de recerca a través de diverses disciplines, incloent psicologia, sociologia, història, filosofia de la ment i antropologia.
La memòria col·lectiva es mantè mitjançant la comunicació oral i l'enregistrament. Una recerca trobà que la memòria col·lectiva sobre biografies dura entre 20 i 30 anys, sent la que més duració té, i la música 5 anys, sent la que menys.
El fenomen contrari és l'amnèsia col·lectiva.